# Can Tou Vell
Can Tou Vell és una masia de Vilablareix (Gironès) inclosa a l'Inventari del Patrimoni Arquitectònic de Catalunya.

## Descripció
És una masia catalana tradicional amb murs de càrrega de pedra morterada. Planta quadrada amb estructura de tres crugies. Planta bixa amb forjat de coltes i primer pis amb bigues de fusta. La porta és d'arc de mig punt amb dovelles i les finestres superiors, gòtiques, presenten arquets en els arcs conopials, típics dels finestrals gòtics. Les impostes dels finestrals estan decorades. En època posterior es reformà la teulada per incloure-hi unes golfes. Actualment la masia és envoltada al davant per porxos i al darrere per dues cases de nova construcció.

## Història
Damunt la porta hi havia fins al 1935, un escut de pedra treballada que va ser canviat per una senzilla pedra amb el nom de l'actual amo i la data del canvi. També va ser canviada la llinda conopial de la finestra central, que avui es troba a la porta d'accés a les quadres. A la part esquerra de l'entrada hi ha un contrafort que abraça tota la planta baixa. El rellotge de sol és repintat. Era una masoveria pertanyent al Marquès de Camps.